# Xã Warrington, Quận York, Pennsylvania
Xã Warrington (tiếng Anh: Warrington Township) là một xã thuộc quận York, tiểu bang Pennsylvania, Hoa Kỳ. Năm 2010, dân số của xã này là 4.532 người.